# Vukmanić
Vukmanić is een plaats in de gemeente Karlovac in de Kroatische provincie Karlovac. De plaats telt 261 inwoners (2001).